# Hamílcar (governador a Malta 218 aC)
Hamílcar (en grec antic: Ἀμίλχαρ, llatí: Hamilcar) va ser un militar cartaginès de la Segona Guerra Púnica. Probablement era fill de Giscó i, per tant, germà d'Hasdrúbal Giscó.
Hamílcar era el general (praefectus praesidii) de les tropes cartagineses a Malta. El 218 aC, just començar la guerra, va ser derrotat pel cònsol Tiberi Semproni. Tant ell com els seus 2.000 homes foren capturats i probablement portats a Roma.